# Nakrivanj
Nakrivanj (cyr. Накривањ) – wieś w Serbii, w okręgu jablanickim, w mieście Leskovac. W 2011 roku liczyła 1159 mieszkańców.